# Casagiove
Casagiove è un comune italiano di 12 801 abitanti della provincia di Caserta in Campania, attiguo al capoluogo e parte integrante della vasta conurbazione che unisce numerosi comuni lungo l'asse della via Appia, da Maddaloni a Capua passando per Caserta.

## Origini del nome
Fino al 1810 aveva il nome di "Casanova" ma, quando fu unito alla villa di Coccagna, assunse il nome di Comune di Casanova e Coccagna. Il primo sindaco del Comune di Casanova e Coccagna fu Michele Fusco, appartenente ad una delle maggiori famiglie benestanti di Casanova. Dal 1807 al 1809 la villa di Coccagna era stata aggregata al Comune di Recale (insieme a Portico e Masserie, ovvero l'attuale San Marco Evangelista). In realtà a detenere il potere fu sempre il casale di Casanova e Coccagna ne dovette in più occasioni subire le decisioni.
Il cambiamento del nome della città in Casagiove avvenne con Regio Decreto numero 695 del 17 febbraio del 1872 e fu dovuto alla circostanza che molti membri del Consiglio comunale ritenevano che in passato nella zona ci fosse stato un tempio dedicato a Giove. Tale credenza, da altri considerata errata, è stata confermata dal ritrovamento nel 1997 del tempio sui Monti Tifatini, anche grazie al sig. Mario Rivetti che rinvenne tre targhe in bronzo di epoca romana, in seguito consegnate all'autorità territoriale. Dopo il ritrovamento delle targhe venne assegnata la campagna di scavo all'archeologa Valeria Sampaolo. Si può ammirare ciò che rimane del tempio sul Monte Tifata a quota 526, attualmente territorio del Comune di San Prisco. Già la Tabula Peutingeriana (copia medievale di un antico stradario del III secolo d.C.) riportava sui Monti Tifatini il simbolo del tempio con l'iscrizione: Iovis Tifatinus (Giove Tifatino), presumibilmente il nome non si riferiva al tempio dedicato al padre degli dei ma ad un'ara della "Venere Giovia".

## Storia
In seguito al ritrovamento di reperti della civiltà sannitica, si è fissata quale datazione convenzionale dei primi insediamenti umani sull'odierno territorio casagiovese, attorno al 400-300 avanti Cristo.
Il più antico documento della storia di Casanova da noi conosciuto risale al 969 d.C. e riguarda la concessione del vescovo Alderico della fondazione della chiesa di S. Croce nella località «ad Casanoba».
In una pergamena longobarda del 1073 troviamo citato il toponimo «Ad Casanoba»,
Successivamente il nome di Casanova compare nella Bolla di Senne del 1113, nella quale la medesima chiesa di S. Croce passò dalla diocesi di Capua a quella di Caserta
Il feudo di Casanova compare già negli anni 1272-1273 posseduto per metà da «Philippi de Villacublay» (o anche Villescoublain), che lo dona quale dote alla figlia «Isabelle» in occasione del matrimonio con «Simone de Mariaco mil.».
L’Ughelli afferma che nel 1311 in Casanova fu consacrata la chiesa parrocchiale di San Michele Arcangelo in seguito all’istanza di Galganza (o Galgana), badessa del monastero di San Giovanni di Capua da Federico, vescovo di Calvi, e Tommaso, vescovo di Caiazzo.
In un documento del 1327 compare il feudo di Casanova, detenuto da Giannotto Cacapece di Napoli, che aveva un rapporto di vassallaggio verso il conte di Caserta. I procuratori nominati da Oddolina «de Claromonte», contessa di Caserta e di Montalto, e da Marino «de Diano», fanno l’inventario dei beni spettanti al pupillo Francesco «de Larath» (della Ratta).
Secondo Matteo Camera negli anni 1331-32 il re Roberto d’Angiò concesse «la Terra di Casanova appo Caserta a sub servitio dimidjs militis» a Giovanni de Haya (o de la Haya o de Laya), celebre giurista, già giustiziere in Terra d’Otranto e di Bari, regio consigliere e reggente della Regia Curia.
Il nobile Carlo de Valle, abitante nella villa di Casanova, nelle pertinenze di Capua, in occasione del suo testamento nel 1378, fra le altre disposizioni, lasciò al Monastero di Montevergine i suoi beni burgensatici, facendo obbligo al Monastero di corrispondergli le annualità derivanti dai medesimi, durante la sua vita, e col patto che il suo cadavere fosse trasportato a Monte Vergine e che se egli durante la sua vita non avesse potuto pagare 6 once d’oro alla figlia Giovanna, gliele avrebbe dovuto corrispondere il Monastero. I beni interessati erano: «una casa con corte, bottega e palmento nella villa di Casanova.».
Nell’ottobre del 1407 Simeone de Paride, della villa di Casanova, comprò «una corticella» in Capua nel «ristretto» della parrocchia di San Marcello da Russo e Antonio Toscano della villa di San Prisco. Il bene era redditizio al Monastero di Montevergine di 3 grana e un terzo all’anno, da pagare nella festa di santa Maria ad agosto.
Nel 1451 il re Alfonso I d’Aragona concede l’esenzione del servizio di "angaria" alla villa di Casanova nelle pertinenze della città di Capua, «sia per il trasporto del legno per le reali navi, sia per qualsiasi altro servizio per la corte.».
Da documenti archivistici della Regia Camera della Sommaria si evince che nell’anno 1472 il feudo di Casanova fu venduto da Giacomo della Valle a Giovannella de Montibus, moglie di Luise Capece, che era stato uomo d’arme del re Ferdinando I d’Aragona nel 1460-61, poi nominato commissario delle province di Principato Citra e Basilicata negli anni 1466 al 1475.
Alla suddetta Giovannella successe la figlia Margherita Capece, che probabilmente pagò la tassa feudale per la morte della madre al conte di Caserta, essendo il feudo quaternato e posseduto «in capite a Comite Caserta sub debito et censuato feudali servitio R.e Curie».
Margherita Capece sposò Nicola Maria Caracciolo, appartenente alla famiglia Caracciolo Pisquizi, linea di Bartolomeo, portando in dote il feudo di Casanova. Nel 1519 il feudo passò a Francesco Caracciolo che pagò il «relevio» per la morte della madre Margherita Capece, avvenuta nel mese di marzo del medesimo anno.
Nel 1521 vi fu la morte di Francesco Caracciolo e il feudo passò prima al fratello Luise (o Luigi), morto anch’egli nell’aprile del 1528 e poi all’altro fratello Tomaso, che pagò il relevio per la morte dei due fratelli nel 1549, ma quest’ultimo nel 1536 aveva venduto il feudo a Marino Santoro.
I Caracciolo pagarono annui 153.1.5 ducati per le entrate del feudo di Casanova, dedotta la somma di ducati 36.4.6 pagata per adoha, rimanevano da pagare ducati 116.1.14. Il pagamento per il feudo di Casanova era associato per il Caracciolo a quello per le entrate del feudo della Terra di Gioia, nella provincia di Terra di Bari.
Il feudo passò in seguito a Lucrezia Caracciolo e, attraverso il suo matrimonio, giunse alla famiglia Galluccio; infatti, il 2 aprile 1573 Giovan Camillo Galluccio pagò il relevio per la morte della madre Lucrezia, avvenuta il 14 gennaio 1572, per le entrate del feudo di Casanova, sito nelle pertinenze di Capua e per il feudo della Rocca, posto nel territorio di Rocca Mondragone.
Secondo altre fonti archivistiche nel 1545 il feudo di Casanova era detenuto in parte dal magnifico Ottaviano della Ratta e in parte dal magnifico Giovan Battista Lanza e Iodice Santoro.
Nel 1558 il feudo di Casanova passò ad Antonio Santoro, figlio primogenito di Marino, per la morte del quale non si pagò alcun «relevio». Nell’anno 1566 il feudo di Casanova fu venduto da Antonio Santoro a Pirro Antonio de Francesco per 1800 ducati. Nel 1571 Ferrante de Francesco, figlio di Pirro Antonio, pagò il «relevio» alla Regia Corte per la morte del padre. Negli anni 1598-1600 il possessore del feudo detto «de Galluzzi et Casanova» era ancora Giovanni Ferrante de Francisco. Nel 1609 Geronimo de Francesco, figlio di Ferrante, pagò il «relevio» per la morte del padre per il feudo di Casanova di 60 moggia. Nei cedolari nuovi, tuttavia, la tassa per il feudo di Casanova fu pagata dal 1610 al 1614 dal padre Ferdinando de Francisco. A partire dal 1614 il «relevio» per la morte del padre per il feudo di Casanova fu pagata dal predetto Geronimo dal 1614 al 1638. Nel 1668 il de Francesco pagò per la tassa dell’adoha ducati 6, 7 e 5/6, di cui ducati 2,1 3/9 furono assegnati alla Regia Corte. In seguito, il feudo passò a Ferrante o Ferdinando, figlio del suddetto Geronimo, per successione. Nel 1683 Gio. Geronimo de Francesco, chiamato anche de Franciscis, pagò il «relevio» per la morte del padre Ferrante o Ferdinando per le entrate del feudo di Montecupo, alias Casanova.
Il successivo sviluppo della realtà civica casagiovese si verificò dopo la nascita del villaggio limitrofo di Torre, attuale Caserta, tra il XVI e il XVII secolo. Infatti una grande espansione demografica si verificò in seguito all'avvio dei lavori della Reggia di Caserta, iniziata nell'anno 1752.
Poiché furono molti coloro che impegnati nei lavori del grandioso progetto Borbonico, tanta parte si stabilì con le loro famiglie sul territorio casagiovese.
Nel 1806, dopo l'abolizione della feudalità Casanova divenne Comune e nel 1807 fu nominato sindaco Liborio Menditto.
Il primo sindaco di Casanova e Coccagna nel 1810 fu Michele Fusco, appartenente ad un'importante famiglia benestante.
Durante il Fascismo, con il Regio Decreto emesso il 2 gennaio 1927 (n.1) ci fu la soppressione della Provincia di Terra di Lavoro; il 27 giugno dell'anno successivo il comune fu soppresso e aggregato al comune di Caserta.
Con il decreto n. 436 del 31 ottobre 1946, firmato dal Capo Provvisorio dello Stato Italiano, Enrico De Nicola, Casagiove riacquistò la propria autonomia comunale; con decreto prefettizio n. 2905 del 25 marzo 1947 fu nominato commissario straordinario il Cav. Antonio Santoro.
In seguito alle prime elezioni amministrative datate 24 e 25 maggio 1947, in data 9 giugno 1947 il Consiglio Comunale neoeletto nominò sindaco il Cav. Michele Santoro.

### Simboli
Lo stemma e il gonfalone sono stati approvati con delibera del consiglio comunale del 20 aprile 2017 e concessi con decreto del presidente della Repubblica dell'11 settembre 2017.
Lo stemma fa riferimento al toponimo: vi è rappresentato un tempietto di argento, privo di frontone, ornato da quattro colonne, con i battenti della porta semiaperta di rosso, lo spiraglio di nero; il tempietto è posto sulla sommità di una collina di verde e sostiene un'aquila d'oro con le ali aperte e con la testa rivolta verso un braccio di carnagione, movente dal fianco sinistro dello scudo e impugnante quattro doppi fulmini d'oro. Lo scudo è sormontato dalla corona di Città.
In precedenza, il 22 febbraio 1955, era stata presentata la richiesta di concessione di uno stemma già in uso al comune e non dissimile da quello attuale, ma l'iter di approvazione non era giunto a conclusione.
Il gonfalone è un drappo partito di giallo e di rosso.

## Monumenti e luoghi d'interesse

### Architetture religiose
- Chiesa di San Michele Arcangelo già nel 1113 la chiesa viene menzionata nella Bolla di Sennete, ma di proprietà del Monastero di S. Giovanni delle Monache di Capua, veniva donata in seguito agli abitanti del posto.
- Chiesa di San Francesco di Paola (1650 circa): luogo di sepoltura dell'insigne architetto Luigi Vanvitelli;
- Chiesa di S.Vincenzo de' Paoli, eretta agli inizi dell'800 per volontà dei casagiovesi accanto a quella del Patrono S. Michele. Considerata la devozione che gli abitanti hanno per lui, S.Vincenzo de' Paoli è diventato compatrono della cittadina.
- Santa Maria della Vittoria: sita in Coccagna, detta localmente Cuccagna, fu eretta dalla famiglia Faenza e successivamente restaurata a favore degli abitanti del luogo dalla famiglia Paternò i cui membri erano i vecchi feudatari (i Paternò sono fra l'altro conti di Montecupo - "seu Casanova")[28].
- Cappella di Montecupo: eretta agli inizi del '600 dalla famiglia Santorio proprietaria del fondo per volontà di Paolo Emilio Santorio, vescovo di Urbino.
- Cappella di S. Carlo: costruita a partire dal 1632[29].
- La chiesa di Santa Croce antica, costruita nell'anno 969, di gran lunga il più antico edificio presente nel territorio comunale.
- La chiesa di Santa Croce nuova, eretta intorno al 1680, attigua al vecchio quartiere militare borbonico.
- La chiesa di sant'Antonio, eretta nei primi anni del diciannovesimo secolo.

### Architetture civili
- Ex Caserma De Martino. La caserma sorge sull'antico ospedale voluto da Carlo di Borbone per accogliere gli operai e quanti lavoravano alla costruzione della Reggia di Caserta; fu poi destinata da re Ferdinando II a caserma, ma subì nel corso dei secoli numerosi cambiamenti. Sede del primo distretto militare delle province di Caserta e Benevento, sede del XI Reggimento Bersaglieri, e nel primo conflitto campo di prigionia per ufficiali austro-ungarici. Negli anni venti fu sede della Scuola Allievi Sottufficiali e più tardi per Ufficiali. I locali che sono stati restaurati, sono utilizzati per sfilate di moda ed altre manifestazioni.
- Ospedale Militare. Realizzato sfruttando gli antichi locali del Convento dei Minimi, interessante la scala realizzata dall'Ingegner Miraglia; presenta per la maggior parte uno stato di completo abbandono. Recentemente la struttura è stata parzialmente demolita.
- Palazzetto dello Sport sito nei pressi dell'area mercato.
- Palazzo Iadicicco

### Quartiere Militare Borbonico
Il Quartiere Militare Borbonico deve la sua realizzazione al Re Ferdinando II, in realtà il sovrano sfruttò i locali del vecchio ospedale, e l'acquisto di casamenti confinanti. Re Carlo di Borbone aveva deciso di destinare ad uso di ospedale per accogliere coloro che si ammalavano durante i lavori di costruzione della Reggia di Caserta. In quell'occasione furono realizzate anche corsie diverse per tenere separati gli schiavi musulmani dai liberi operai cristiani, per i quali venne messa a disposizione una cappella dedicata alla Madonna del Rosario poi inglobata nell'odierna struttura della Chiesa di Santa Croce nuova. L'Ospedale cadde poi in disuso tanto da essere definito nei documenti un'abiura di belve. Nel 1985 fu rilevato dal Comune di Casagiove e presso tale sito è in corso un progetto di recupero strutturale denominato “laltrareggia”.

## Società

### Evoluzione demografica
Abitanti censiti

### Etnie e minoranze straniere
Secondo i dati ISTAT al 31 dicembre 2018 la popolazione straniera residente era di 720 persone (su un totale di 13 588 abitanti). Le nazionalità maggiormente rappresentate in base alla loro percentuale sul totale della popolazione residente erano:
- Ucraina 231 (1,70%)
- Albania 70 (0,52%)
- Romania 61 (0,45%)
- Senegal 46 (0,34%)
- Polonia 40 (0,29%)

## Infrastrutture e trasporti

### Strade
Casagiove è collegata alla rete autostradale tramite il casello Caserta nord dell'Autostrada A1 Milano-Napoli, il quale nonostante la denominazione è interamente sul territorio comunale casagiovese.

#### Strade provinciali
- Strada provinciale 208 Ponteselice
- Strada provinciale 213 Caserta - Castel Morrone

#### Variante di Caserta
Nel 2008 è stata inaugurata tra la Strada statale 265 dei Ponti della Valle e la Strada statale 7 Via Appia classificata dall'ANAS, che la gestisce interamente, come Strada statale 700 della Reggia di Caserta. Nel territorio è presente un'uscita utilizzata oltre che per i collegamenti locali anche come via di attraversamento per arrivare al casello autostradale.

### Mobilità extraurbana
Nel comune è presente nei pressi del casello autostradale un importante fermata autobus utilizzata dai mezzi a lunga percorrenza nazionali.

## Amministrazione
Di seguito l'elenco dei sindaci da quando è presente l'elezione diretta del sindaco da parte dei cittadini (cioè 1993):
| Periodo           | Periodo           | Primo cittadino | Partito                          | Carica                  | Note |
| ----------------- | ----------------- | --------------- | -------------------------------- | ----------------------- | ---- |
| 22 giugno 1988    | 15 luglio 1993    | Mario Melone    | Democrazia Cristiana             | Sindaco                 |      |
| 15 luglio 1993    | 12 maggio 1997    | Giuseppe Vozza  | Lista civica                     | Sindaco                 |      |
| 12 maggio 1997    | 14 maggio 2001    | Giuseppe Vozza  | Liste civiche di centro-sinistra | Sindaco                 |      |
| 14 maggio 2001    | 30 maggio 2006    | Vincenzo Melone | Liste civiche di centro-destra   | Sindaco                 |      |
| 30 maggio 2006    | 17 maggio 2011    | Vincenzo Melone | Lista civica                     | Sindaco                 |      |
| 20 maggio 2011    | 6 giugno 2016     | Elpidio Russo   | Casagiove Futura                 | Sindaco                 |      |
| 6 giugno 2016     | 3 febbraio 2020   | Roberto Corsale | Casagiove Adesso                 | Sindaco                 |      |
| 3 febbraio 2020   | 20 settembre 2020 | Stella Fracassi |                                  | Commissario prefettizio |      |
| 22 settembre 2020 | in carica         | Giuseppe Vozza  | Casagiove Coraggiosa             | Sindaco                 |      |

## Sport
Ha sede nel comune la società di calcio A.S.D. Hermes F.C. Casagiove, fondata nel 1983.
Oggi milita in Promozione Campania, sesta divisione del campionato italiano di calcio.